# ريكاردو مورايس
ريكاردو مورايس هو فنان قتال مختلط برازيلي، ولد في 26 فبراير 1967 في ريو دي جانيرو في البرازيل.

## وصلات خارجية
- ريكاردو مورايس على موقع شيردوغ (الإنجليزية)